# Orehovica (Šentjernej, Slovenija)
Orehovica je naselje u slovenskoj Općini Šentjerneju. Orehovica se nalazi u pokrajini Dolenjskoj i statističkoj regiji Donjoposavskoj regiji. 

## Stanovništvo
Prema popisu stanovništva iz 2002. godine naselje je imalo 210 stanovnika.